# Virginy-Inseln
Die Virginy-Inseln (russisch: Острова Виргины; finnisch: Viirit; schwedisch/deutsch: Wier) bilden eine Gruppe von zwei kleinen Inseln im Finnischen Meerbusen (russisch: Южный Виргин und Северный Виргин; finnisch: Lansiviri und Idaviri). Sie liegen im Rajon Kingissepp der russischen Oblast Leningrad rund 12 km südwestlich der Insel Gogland.
Die Fläche der Inseln beträgt 0,04 km². Auf der nördlichen der beiden Inseln steht ein 13 m hoher Leuchtturm. Auf der südlichen der beiden Inseln gibt es ein steinernes Labyrinth.
Die Inseln gehörten bis 1944 zu Finnland.